# Юрисдикція
Юрисди́кція (лат. jurisdictio, від jus (juris) — право + dico проголошую):
1. Компетенція судових органів із розгляду цивільних, кримінальних та інших справ; коло справ, які даний суд має право розглядати й вирішувати.
2. Коло питань, що належать до відання установи або держави.
3. Область застосування можливостей суб'єктом компетенції.

До прикладу, — «Територія України, зайнята суходолом, територіальне море, внутрішні води й повітряний простір, а також території вільних митних зон, штучні острови, установки й споруди, створені у виключній (морській) економічній зоні України, на які поширюється виключна юрисдикція України, становлять митну територію України» Ст. 9 Митного кодексу України.
У міжнародному праві — повноваження держави давати правову оцінку фактам, розв'язувати ті чи інші правові питання.